# Ī
Der Buchstabe Ī (kleingeschrieben ī) ist ein Buchstabe des lateinischen Schriftsystems. Er besteht aus einem I mit Makron, das bei dem Kleinbuchstaben den i-Punkt ersetzt.

## Lebende Sprachen
Das Ī ist im lettischen Alphabet enthalten und wird für ein langes I (IPA-Laut iː) verwendet.
Viele polynesische Sprachen, wie zum Beispiel das Māori oder die hawaiische Sprache, benutzen das Ī, um ein langes I darzustellen. Das Ī ist kein Buchstabe in den jeweiligen Alphabeten und Wörter mit Ī werden unter I einsortiert.

## Ausgestorbene Sprachen
Das Ī wird auch zur Darstellung ausgestorbener Sprachen verwendet. Dazu zählen unter anderem die altpersische Sprache, die akkadische Sprache, die indogermanische Ursprache und das Urkeltische. In all diesen Sprachen entspricht das Ī dem langen Vokal I.

## Transliteration
Das Ī wird sehr häufig bei der Transliteration fremder Schriftsysteme benutzt. In ISO 843 wird das Ī zur Transliteration des griechischen Buchstaben Eta verwendet, um es vom Iota zu unterscheiden. Auf das Ī kann ein Akut gesetzt werden, um ein Eta mit Tonos ins lateinische Alphabet zu transliterieren.
In arabischen Transliterationssystemen wie der DMG-Umschrift steht das Ī für ein langes I, welches im Arabischen mit dem Buchstaben Yāʾ (ي) geschrieben wird.
Im IAST steht das Ī ebenfalls für ein langes I und wird in den indischen Schriften als Anfangsbuchstabe mit ई/ঈ/ਈ/ઈ/ଈ/ஈ/ఈ/ಈ/ഈ/ඊ und innerhalb eines Wortes mit dem Vokalzeichen ी/ী/ੀ/ી/ୀ/ீ/ీ/ೀ/ീ/ී geschrieben.
Nach ISO 9 ist das Ī die Transliteration des kyrillischen Buchstaben Ӣ.
Ferner wird das Ī auch in Pinyin für das I im ersten Ton verwendet.

## Darstellung auf dem Computer
Unicode enthält den Großbuchstaben Ī an Codepunkt U+012A (298) und den Kleinbuchstaben ī an Codepunkt U+012B (299).
In TeX kann man das Ī mit den Befehlen \=I und \=\i bilden.
In HTML kann der Großbuchstabe Ī mit &Imacr; bzw. der Kleinbuchstabe ī mit &imacr; gebildet werden.